# Esmée Bulnes

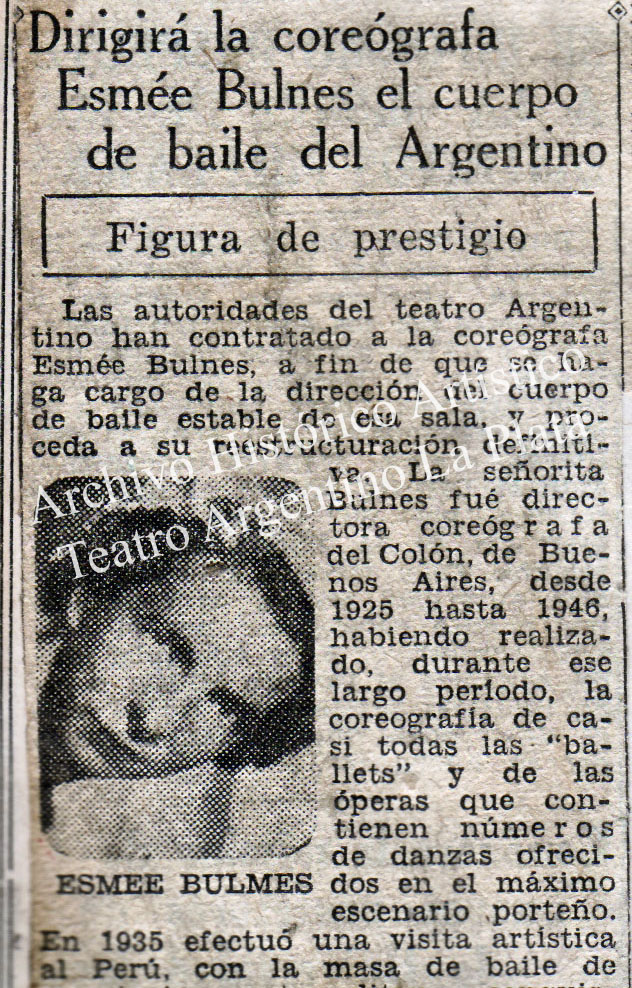
Esmée Bulnes dirige el cuerpo de baile del Teatro Argentino de La Plata (Recorte Diario El Día, 1947)

Esmée Margarita Fernández de Bulnes (Rock Ferry, Cheshire; 1900-Rímini, 1986) fue profesora de la Escuela de Baile del Teatro Colón, directora y repositora coreográfica de obras del Ballet Estable. Mientras que en la ciudad de La Plata trabajó como primera maestra preparadora del Ballet del Teatro Argentino, y en la Escuela de Danzas que ella fundó. 

## Biografía
Después de crearse, en 1946, el Ballet Estable del Argentino fue su segunda directora, y la figura central que propuso a las autoridades provinciales la creación de la "Escuela de Danzas" de la Plata.
En 1939 fue designada, junto a Gema Castillo, a cargo de la enseñanza para el alumnado inscripto y seleccionado en la Escuela de Baile del Teatro Colón, que luego se reorganizaría en Instituto Superior de Arte.
Fue titular de cátedra en el Conservatorio Nacional de Música y Arte Escénico. "Se preocupó siempre por ser una docente culta y formada, para que todos los elementos a aprender estuviesen debidamente conectados" y fue una de las conocedoras del objetivo en conservar la más pura danza de la Escuela Francesa a comienzos del siglo XIX: "Engrandeciéndola con la incorporación de nuevos elementos como la barra de estudio, pasos, attitudes", según testimonia en su biografía, Enrique Honorio Destaville.
En la década de 1950 se trasladó a Italia donde se abocó a formar a nuevas generaciones de bailarines del Teatro alla Scala di Milano.

## Sus estudios
Esmée Bulnes, fue alumna del matrimonio Enrico Cecchetti y Giusseppina De María en su academia de Londres en 1914. También tomó clases en París, alrededor de sus 21 años, con la exiliada Liubov Yegórova (graduada en 1898 en el Instituto Imperial de San Petersburgo). En Buenos Aires, la joven Bulnes dio con Madame Reed de Bideleux, quien había sido bailarina en el Théatre Royal de la Monnaie de Bruselas (Bélgica).
En 1925 cuando se convocó a la selección de aspirantes a integrar el primer Ballet Estable del Teatro Colón, la señora Reed de Bideleux invitó a la postulante Esmée Bulnes a formar parte del jurado ante la ausencia de otra persona. Pocos años más tarde, dudosa de su propio rendimiento como bailarina, Bulnes consideró mejor ser maestra repositora y coreógrafa. Después de recibir enseñanzas del primer director Adolph Bolm, y a partir del año 1926 de Bronislava Nijinska quien sería nueva directora y maestra de baile por dos años, luego en 1928 se incorporaba Boris Romanov como director, coreógrafo y maestro de baile a la compañía del Colón